# Ocírroe (oceánide)
En la mitología griega, Ocírroe (en griego: Ὠκυρόη o Ὠκυρρόη; latín: Ocyrŏe, Ocyrhŏe u Ocyrrhŏe; «de rápida corriente»)  es una oceánide, y por lo tanto hija de Océano y Tetis.  Se dice que también fue una de las compañeras de juegos de Perséfone.

Los poetas latinos la hacen, en cambio, amante de Helios:
«Fasis (Φᾶσις) es un río de Escitia que pasa por la ciudad del mismo nombre. Antiguamente se llamaba Arcturo por la situación de las regiones frías que atraviesa. Pero su nombre fue modificado en esta ocasión. Fasis, el hijo del Sol (Helios) y Ocírroe, hija de Océano, mató a su madre, a la que tomó en el acto mismo de adulterio. Por lo que siendo atormentado por las Furias (Erinias) que se le aparecieron, se arrojó al río Arcturo que luego fue llamado por su propio nombre, Fasis».